# Mischa Hofmann
Mischa Hofmann (* 26. August 1967 in München) ist ein deutscher Filmproduzent.

## Leben
Mischa Hofmann hat 1996, gleich nach seinem Produktionsstudium an der Hochschule für Fernsehen und Film München zusammen mit Philip Voges die H & V Entertainment GmbH gegründet, die 2007 von Odeon Film übernommen wurde.
Seit 2021 ist Mischa Hofmann Geschäftsführer der Odeon Fiction – die ein Zusammenschluss der H&V Entertainment und der Novafilm ist. Als Produzent ist er in verschiedenen Genres tätig. Von Krimistoffen wie KDD – Kriminaldauerdienst, über Filme wie Fliegen lernen und John Rabe oder Serien wie Türkisch für Anfänger oder Spy City. Seine Produktionen wurden mit dem Deutschen Filmpreis, dem Deutschen Fernsehpreis sowie dem Bayerischen Filmpreis ausgezeichnet.
Hofmann war Vorstandsmitglied des Bundesverbands der Fernsehproduzenten, Jurymitglied des Deutschen Fernsehpreises und gehört zum Sektionsvorstand Fernsehen der Produzentenallianz. Aktuell ist er Juror bei den INTERNATIONAL EMMY® AWARDS.

## Filmografie
- 1995: Rohe Ostern, Kino
- 1996: Buddies, Sat 1, TV-Movie
- 1997: Die Friedensmission, Pro Sieben, TV-Movie
- 1997: Weihnachtsfieber, Kino
- 1999: Der Bunker – Eine todsichere Falle, Pro Sieben, TV-Movie
- 1999: Das sündige Mädchen, RTL-Zweiteiler
- 1999: Thema Nr. 1, Kino
- 1999: Die Bademeister – Weiber, saufen, Leben retten, RTL, TV-Movie
- 1999: Erkan & Stefan, Kino
- 2000: Fußball ist unser Leben, Kino
- 2000–2001: Sinan Toprak ist der Unbestechliche, RTL-Serie
- 2001: Der Liebe entgegen, ZD,  TV-Movie
- 2001: Polizeiruf 110 – Silikon Walli, ARD, TV-Movie
- 2001: Aus Liebe zu Tom, Sat 1, TV-Movie
- 2001–2002: Headnut.tv, ProSieben-Show
- 2001: Feuer, Eis & Dosenbier, Kino
- 2002: Männer häppchenweise, Pro Sieben, TV-Movie
- 2002: Ehespiele, ZDF, TV-Movie
- 2002: Erkan und Stefan – Gegen die Mächte der Finsternis, Kino
- 2002–2004: Mit Herz und Handschellen, Sat1-Serie
- 2003–2004: Schulmädchen, RTL-Serie
- 2003: Nur Anfänger heiraten, Sat1, TV-Movie
- 2004: Mörderische Suche
- 2005: Hunde haben kurze Beine, ZDF, TV-Movie
- 2005: Tod einer Freundin, ZDF, TV-Movie
- 2005–2008: Türkisch für Anfänger, ARD-Serie
- 2005: Bei Krömers, ARD-Show
- 2005: Der Staatsanwalt, ZDF, TV-Serie
- 2006: Manatu, Sat 1, TV Movie
- 2006: Heute heiratet mein Ex, Sat 1, TV-Movie
- 2006: Wo ist Fred?, Kino
- 2006–2009: KDD – Kriminaldauerdienst; ZDF-Serie
- 2007: Liesl Karlstadt und Karl Valentin, ARD-TV-Movie
- 2007: John Rabe, Kino
- 2008: Putzfrau Undercover, Pro Sieben TV-Movie
- 2008: Der Seewolf, ProSieben Zweiteiler
- 2008: Dr. Hope: Eine Frau gibt nicht auf, ZDF, Zweiteiler
- 2008: Totentanz, BR, TV-Movie
- 2009: Solange Du schliefst, ZDF TV-Movie
- 2009: Der letzte Angestellte, ZDF, Kino
- 2010: Die letzten 30 Jahre, ARD, TV-Movie
- 2010: Tatort: Nie wieder frei sein, ARD, BR, TV-Movie
- 2010: Papa allein zu Haus, ZDF, TV-Movie
- 2010: Una Vita tranquilla, italienische Kinokoproduktion
- 2010: Für immer 30, ARD, TV Movie
- 2010: Die Stunde des Wolfes, ZDF, TV-Movie
- 2011: Der Flug der Störche, Canal+, TV-Zweiteiler
- 2011: Fliegen lernen, ARD/Degeto, TV-Movie
- 2012: Mann kann, Frau erst recht, Sat.1, TV Movie
- 2012: Milchgeld. Ein Kluftingerkrimi
- 2012: Familie Undercover, Sat.1, TV-Serie
- 2012: Spreewaldkrimi – Feuerengel
- 2012: Letzte Spur Berlin, ZDF, TV-Serie
- 2013: Seegrund. Ein Kluftingerkrimi
- 2013: Beste Chance
- 2013: Seitenwechsel
- 2013: Kein Entkommen
- 2014: Der Kriminalist
- 2014: Making of – Der Kriminalist 2014
- 2014: Die Neue
- 2015: Harter Brocken (Fernsehfilm)
- 2015: Die Füchsin, WDR / Degeto, TV-Movie
- 2015: 23 Cases
- 2016: Verräter – Tod am Meer
- 2016: Falsche Siebziger
- 2016: Ich gehöre ihm
- 2016: Deadwind
- 2017: Harter Brocken 3 – Der Bankraub
- 2020: Spy City, Serie
- 2021: Masurenkrimi, ARD Degeto, TV-Movie
- 2021: Die Schwarze Insel, Netflix, Movie
- 2021: Krass Klassenfahrt – Der Kinofilm
- 2021: Gefährliche Wahrheit, ZDF, TV-Movie
- 2021: Masurenkrimi 3+4, ARD, TV-Movie
- 2021: KITZ, Netflix, Serie
- 2021: Decision Game, ZDFNeo, TV-Serie
- 2021: Neben der Spur ist auch Weg, ARD Degeto, TV-Movie
- 2021: Neuland, ZDF, TV-Serie
- 2021: Flügel aus Beton, WDR, TV-Movie
- 2022: Bonn, ARD, TV-Serie
- 2022: 37 Sekunden, ARD, TV-Serie
- 2022: Die Füchsin (8 & 9), ARD, TV-Movie
- 2022: Tender Hearts, Sky, Serie
- 2022: The Seed, ARD Co-production, Serie
- 2022: BOOM BOOM Bruno, Warner TV Serie, Serie
- 2022: Meme Girls, RTL+, Serie
- 2022: Letzte Spur Berlin (Staffel 12), ZDF, TV-Serie
- 2022: Zwei Weihnachtsmänner sind einer zu viel,  ZDF, TV-Movie
- 2022: Tatort Königinnen, BR, TV-Movie
- 2022: Morin, BR, TV-Movie
- 2023: KATI – eine Kür, die bleibt, ZDF, Event-Movie
- 2023: Kanzlei Liebling Kreuzberg, ARD, TV-Movie
- 2024: All In, ZDFNeo, TV-Serie